# SM-65 아틀라스
SM-65 아틀라스는 미국 최초의 ICBM이다. 아틀라스 센타우르 우주발사체로 개조되었다. 1957년 세묘르카 미사일이 바이코누르 우주 기지에서 발사되자마자, 1958년 반덴버그 공군 기지에서 아틀라스 미사일이 발사되었다.

## 역사
등유/액체산소를 사용하는 아틀라스-E, 아틀라스-F는 1965년 퇴역하고, 사산화질소/하이드라진을 사용하는 LGM-25C 타이탄 II로 교체되었다. 퇴역한 아틀라스 핵미사일은 우주발사체로 전용하여, 1990년대까지 미공군의 군사위성을 발사하는데 사용했다.

## 파생형

### 아틀라스-F
아틀라스-E를 신속발사버전으로 개량했다.
아틀라스-F는 지하 사일로에 수직으로 세운채로 엘레베이터 상단에 탑재되어 보관된다. 발사경보명령이 내려지면, 상온의 등유를 미사일에 주입한채로 장기간 유지한다. 발사명령이 내려지면 극저온의 액체산소를 주입한 후에, 엘레베이터가 올라오자 마자 발사한다. 이러한 발사 방식을 채택해, 아틀라스-F는 대통령의 발사명령 직후 10분만에 발사할 수 있다.
예전의 아틀라스-D, 아틀라스-E는 15분이 걸렸다. 수평으로 눕혀서 보관했다가, 발사장치가 수직으로 세워서 연료 주입을 한 후 발사했다.
1965년 등유/액체산소를 사용하는 아틀라스-F가 퇴역하고, 사산화질소/하이드라진을 사용하는 LGM-25C 타이탄 II로 교체되었는데, 지하 사일로에서 엘레베이터로 지상으로 올리는 방식을 개선해, 발사경보명령이 내려지면 지하 사일로에서 연료주입을 하고 장기간 대기했다가, 발사명령이 내려지면 바로 발사했다. 엘레베이터로 지상으로 올리는 시간이 없어져, 대통령의 발사명령 직후, 불과 58초 만에 발사가 가능해졌다.
상온인 등유, 사산화질소, 하이드라진은 몇주일 이상의 장기간 미사일 내부에서 보관이 가능해서 별차이가 없다. 아틀라스와 타이탄의 차이는 영하 183도의 액체산소가 미사일 내부에 주입되면, 2시간 이내에 발사해야만 한다는 점이다. 발사경보명령 때 모든 상온 연료를 주입하고 수주일간 대기하면, 실제 발사시에는 1분만에 즉시발사가 가능하다. 그러나, 발사명령 때 극저온 액체산소를 주입하면, 군사용 초고압펌프를 사용하더라도, 발사시간이 몇분 늦어진다. 또한, 액체산소는 지하 사일로에서 주입하면 폭발위험이 크다는 점이 입증되어서, 지상으로 엘레베이터로 올린 다음에 액체산소를 주입해야만 한다. 엘레베이터 시간이 추가된다.
2016년 현재 러시아, 중국, 북한의 스커드 미사일, ICBM이 모두 하이드라진을 사용한다. 미국은 하이드라진을 사용하는 LGM-25C 타이탄 II을 핵무장의 핵심수단으로 사용하다, 고체연료 미니트맨 미사일로 교체했다. 등유/액체산소, 사산화질소/하이드라진, 고체연료 순서로 연료비가 비싸다.
상업용 인공위성 발사에는 즉시발사가 불필요하고, 연료비가 싸야만 하기 때문에 등유/액체산소를 사용한다. 연료를 주입하고 국제관계가 악화된 몇주일간, 장시간의 발사대기가 가능하면서도, 고체연료 보다는 저렴해 상업용 인공위성 발사도 적절하다는 점에서, 러시아 중국 북한은 사산화질소/하이드라진을 사용한다. 고체연료는 공장에서 생산될 때 연료가 주입되어, 수십년 동안 별도의 연료주입이 불필요해서, 가장 즉시발사능력이 뛰어나지만, 고비용이어서, 군사용 미사일에만 주로 사용한다.

## 실전배치
1959년 9월 캘리포니아 반덴버그 공군 기지의 오픈된 우주발사장에 프로토타입이 실전배치되었다. 모두 지상에 노출되어 있었다. 3개는 크레인에 장착되어 있고, 1개는 항상 로켓 발사대에 장착되어 있었다. 1964년 5월 1일까지 비상대기를 유지했다. 정식 실전배치는 와이오밍에 처음 있었다.
- 와이오밍주 프랜시스 E. 워렌 공군기지
  - 564 전략미사일대대 6발
  - 565 전략미사일대대 9발
- 네브라스카주 오펏 공군 기지
  - 549 전략미사일대대 9발

핵탄두 폭발위험으로 20마일 거리를 두어 배치했다.

## 같이 보기
- 세묘르카 미사일 - 세계 최초 ICBM